# Бруней на летних Олимпийских играх 2000
Бруней принимал участие в Летних Олимпийских играх 2000 года в Сиднее (Австралия) во второй раз за свою историю, но не завоевал ни одной медали. Страну на Играх представляли один легкоатлет и один стрелок.

## Лёгкая атлетика
Спортсменов — 1
Мужчины
| Спортсмен   | Вид  | Забег     | Забег | Четвертьфинал | Четвертьфинал | Полуфинал | Полуфинал | Финал     | Финал     |
| Спортсмен   | Вид  | Результат | Место | Результат     | Место         | Результат | Место     | Результат | Место     |
| ----------- | ---- | --------- | ----- | ------------- | ------------- | --------- | --------- | --------- | --------- |
| Хасери Асли | 100м | 11,11     | 8     | Не прошёл     | Не прошёл     | Не прошёл | Не прошёл | Не прошёл | Не прошёл |

## Стрельба
Спортсменов — 1
Мужчины
| Спортсмен           | Вид  | Квалификация | Квалификация | Финал     | Финал     |
| Спортсмен           | Вид  | Результат    | Место        | Результат | Место     |
| ------------------- | ---- | ------------ | ------------ | --------- | --------- |
| Абдул Хаким Болкиах | Скит | 114          | 45           | Не прошёл | Не прошёл |